# Daniel C. Burbank
Daniel Christopher Burbank (n. 27 de julio de 1961) es un astronauta estadounidense y veterano de dos misiones del transbordador espacial.

## Biografía

### Educación
Se graduó de Tolland High School, en Tolland, Connecticut, en 1979. Obtuvo el título de Licenciatura en Ciencias en Ingeniería Eléctrica en la Academia de la Guardia Costera de los Estados Unidos en 1985 y una Maestría en Ciencias en Ciencias Aeronáuticas en la Universidad Aeronáutica Embry-Riddle en 1990.

### Carrera
Burbank sirvió como piloto y oficial de ingeniería en diversas estaciones aéreas de la Guardia Costera de EE. UU., volando principalmente helicópteros HH-60J. Acumuló más de 4,000 horas de vuelo y participó en más de 2,000 misiones, incluidas más de 300 de búsqueda y rescate.
Burbank fue seleccionado como astronauta en 1996. Participó en tareas técnicas clave para la EEI, trabajó en Rusia con el programa Soyuz, y lideró proyectos para futuras naves tripuladas como Orion, Starliner y Dragon. Voló en tres misiones espaciales: STS-106, STS-115 y Expedición 29/30, acumulando 163 días en el espacio y participando en caminatas espaciales, experimentos científicos y ensamblaje de la EEI.